# Reinheim
Reinheim (im lokalen Dialekt: Roinem) ist eine Stadt im Landkreis Darmstadt-Dieburg in Hessen.

## Geografie
Reinheim liegt im südlichen Hessen am Rande des Rhein-Main-Gebiets, etwa in der Mitte des Landkreises Darmstadt-Dieburg. Reinheim liegt im Zentrum des Reinheimer Hügellandes und bildet ein Tor zum Odenwald. Die Kernstadt Reinheim besteht aus der Gemarkung Reinheim.

### Nachbargemeinden
Reinheim grenzt im Norden an die Gemeinde Groß-Zimmern, im Osten an die Gemeinde Otzberg, im Südosten an die Gemeinde Brensbach (Odenwaldkreis), im Süden an die Stadt Groß-Bieberau, im Westen an die Stadt Ober-Ramstadt sowie im Nordwesten an die Gemeinde Roßdorf.

### Stadtgliederung

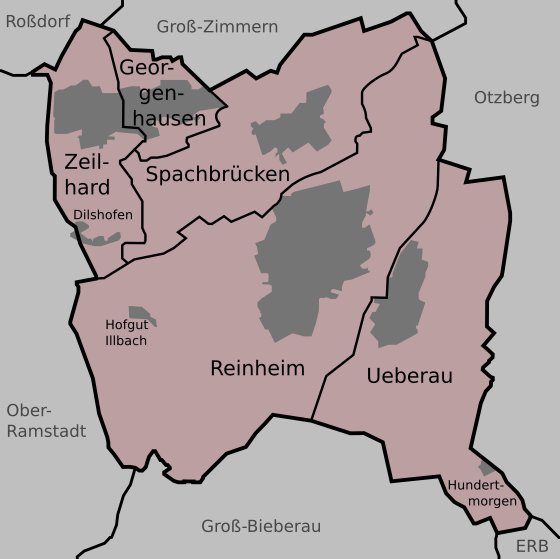
Karte von Reinheim und seinen Ortsteilen

Reinheim besteht aus den Stadtteilen Georgenhausen, Reinheim, Spachbrücken, Ueberau und Zeilhard. Dilshofen (auf Zeilharder Gemarkung und benachbarter Ober-Ramstädter Gemarkung liegend), Hundertmorgen (Ueberauer Gemarkung) und Illbach sind kleine Weiler, die zu Reinheim gehören.

## Geschichte

### Reinheim (Kernstadt)

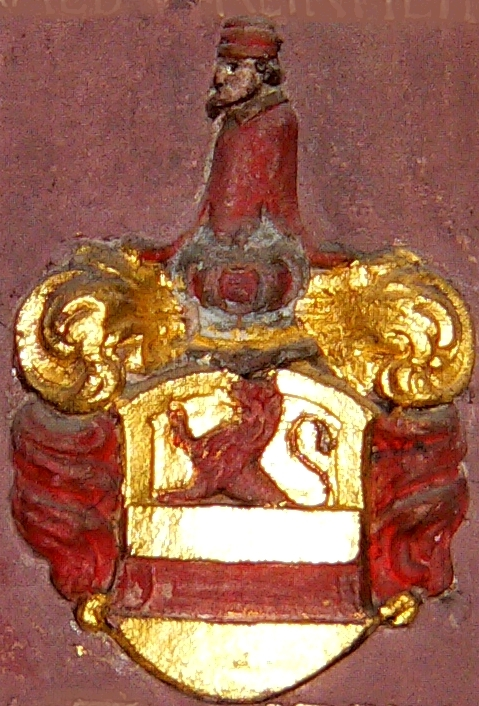
Wappen der Kalb von Reinheim

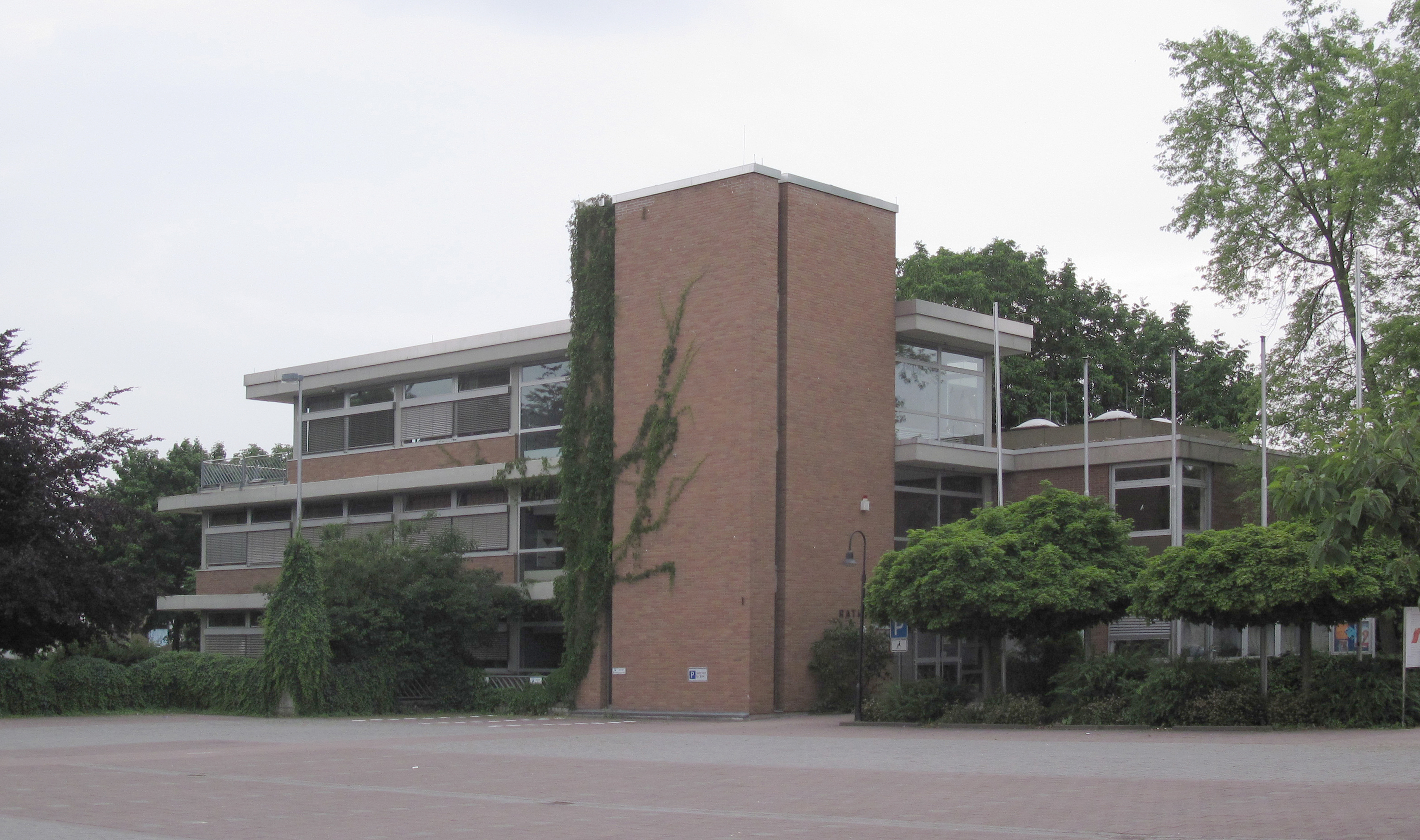
Rathaus in Reinheim

Reinheim wurde 1260 von den Grafen von Katzenelnbogen gegründet, die dort einige Jahre später ein nicht mehr erhaltenes Wasserschloss errichteten. Bereits 1318 wurde Reinheim als Stadt genannt.
Das Stadtwappen von Reinheim gleicht dem der Stadt Katzenelnbogen, dem Stammsitz der Grafschaft.
Ab 1375 ging Werner Kalb von Reinheim als Raubritter in die Geschichtsbücher ein. Er war Vasall von Graf Diether VIII. von Katzenelnbogen und startete seine Raubzüge angeblich von der benachbarten Burg Nieder-Modau aus. 1382 haben in „Werner Kalbs Krieg“ Reisige der Städte Frankfurt, Mainz und Worms erhebliche Schäden in Nieder-Modau, Ober-Modau, Rohrbach, Wembach und auf dem Hofgut Illbach (Eulbach) angerichtet.
Hof und Burg Reinheim wurden um 1276/77 erstmals urkundlich erwähnt.
Ueberau hatte 1305 die erste urkundliche Erwähnung, Georgenhausen 1318, Zeilhard und Spachbrücken folgten 1323.
In den historischen Dokumenten ist Reinheim im Laufe der Jahrhunderte unter wechselnden Schreibweisen des Ortsnamens belegt (in Klammern das Jahr der Erwähnung): „Rinheim“ (1276–1277, 1286, 1326, 1330), „Rinheym“ (1330), „Ryneheim“ (1338), „Rynhem“ (1427), „Rynheym“ (1493), „Reinheim“ (1516), „Rheinheim“ (16. Jahrhundert), „Reinheimb“ (1620), „Rainheim“ (1679).
Über die Entstehung des Namens Reinheim gibt es unterschiedliche Annahmen. Die einen leiten ihn von einem Personennamen, etwa Regino ab, andere sehen einen Zusammenhang mit dem vorgermanischen Wort für Fluss. Früh entstand eine fränkische Siedlung an der Mündung der über den südwestlichen Odenwald führenden Hohen Straße ins Gersprenztal. Zu ihr gehörte auch eine Kirche auf dem Friedhofsberg, die wohl im 11. Jahrhundert dem heiligen Nikolaus geweiht wurde. Eine Legende handelt von einer Frau namens Katharina die Reine. Sie soll einen Ritter von einer schweren ansteckenden Krankheit geheilt haben. Aus Dankbarkeit habe dessen Vater veranlasst, die Stadt nach ihr zu benennen. In der Ersterwähnung 1276 gehörte ein Hof Reinheim den Grafen von Katzenelnbogen. Im 13. Jahrhundert erfolgte eine planmäßige Gründung der Stadt mit quadratischem Grundriss und symmetrischer Anlage durch die Grafen von Katzenelnbogen. 1480 bestätigte Landgraf Heinrich von Hessen den Freiheitsbrief der Stadt. 1511 belehnte Kurfürst Ludwig von der Pfalz Landgraf Wilhelm von Hessen mit den von Graf Philipp von Katzenelnbogen besessenen pfälzischen Lehen. Die Herrschaft übten in Reinheim von 1300 bis 1479 die Grafen von Katzenelnbogen, von 1479 bis 1567 die Landgrafen von Hessen und ab 1567 die Landgrafen von Hessen-Darmstadt aus.
Reinheim lag im Gerichtsbezirk der Zent Oberramstadt. Die Zent war in sogenannte Reiswagen eingeteilt, denen jeweils ein Oberschultheiß vorstand, die dem Zentgrafen unterstellt waren. Dieser Bezirk hatte einen Frachtwagen (Reiswagen) einschließlich Zugtiere und Knechte für Feldzüge bereitzustellen. Reinheim gehörte zum Reinheim Reiswagen, zu dem neben der Stadt auch die zugehörigen Mühlen und Höfe sowie Ueberau gehörten. Die gesamte Zent Oberramstadt war dem Amt Lichtenberg zugeteilt. Diese Einteilung bestand noch bis zum Beginn des 19. Jahrhunderts.
Das ausgehende 18. und beginnende 19. Jahrhundert brachte Europa weitreichende Änderungen. Infolge der Napoleonischen Kriege wurde das Heilige Römische Reich (Deutscher Nation) durch den Reichsdeputationshauptschluss von 1803 neu geordnet und hörte mit der Niederlegung der Reichskrone am 6. August 1806 durch den römisch-deutschen Kaiser Franz II. ganz auf zu bestehen. In der Landgrafschaft Hessen-Darmstadt wurde mit Ausführungsverordnung vom 9. Dezember 1803 das Gerichtswesen neu organisiert. Für das Fürstentum Starkenburg wurde das Hofgericht Darmstadt als Gericht der zweiten Instanz eingerichtet. Die Rechtsprechung der ersten Instanz wurde durch die Ämter bzw. Standesherren vorgenommen. Das Hofgericht war für normale bürgerliche Streitsachen Gericht der zweiten Instanz, für standesherrliche Familienrechtssachen und Kriminalfälle die erste Instanz. Übergeordnet war das Oberappellationsgericht Darmstadt. Damit hatten die Zent Oberramstadt und das mit ihr verbundene Zentgericht endgültig seine Funktion eingebüßt.
1806 ging die Landgrafschaft Hessen-Darmstadt in dem auf Druck Napoleons gebildeten Großherzogtum Hessen auf. 1811 wurde das Amt Lichtenberg in zwei Justizämter geteilt und Reinheim der Sitz eines Justizbeamten.
1821 wurden im Rahmen einer umfassenden Verwaltungsreform die Ämter in den Provinzen Starkenburg und Oberhessen des Großherzogtums aufgelöst, ihre Aufgaben in der Verwaltung Landratsbezirken und in der Rechtsprechung Landgerichten übertragen. Für Reinheim war das Landgericht Lichtenberg als Gericht erster Instanz zuständig. Diese Reform ordnete auch die Verwaltung auf Gemeindeebene neu. So war die Bürgermeisterei in Reinheim auch für Ueberau zuständig. Entsprechend der Gemeindeverordnung vom 30. Juni 1821 gab es einen gewählten Ortsvorstand, der sich aus Bürgermeister, Beigeordneten und Gemeinderat zusammensetzte, staatliche Schultheißen wurden nicht mehr eingesetzt.
Die Statistisch-topographisch-historische Beschreibung des Großherzogthums Hessen berichtete 1829 über Reinheim:

„Reinheim (L. Bez. gl. N.) Stadt; liegt 3 St. südöstlich von Darmstadt, an dem Wembach und unweit der Gersprenz, sowie an der von Darmstadt durch den Odenwald ziehenden Chaussee. Reinheim besteht aus der eigentlichen Stadt und der Vorstadt, ist theilweise noch mit Mauern und Wällen umgeben, hat 190 Häuser und 1196 Einw., die bis auf 9 Kath., 11 Mennoniten und 59 Juden lutherisch sind; unter diesen befinden sich 106 Bauern und 84 Gewerbsleute. Hier ist der Sitz des Landraths, und es finden sich daselbst eine 1611 erbaute Kirche, zwei Pfarrhäuser, ein Rathhaus, mit dem die eine Schule verbunden ist, eine adelige Wohnung mit artigen Garten–Anlagen, eine Posthalterei, ein sehr vester Thurm, der noch von den alten Bevestigungswerken herrührt, 1 Synagoge, 3 Mahlmühlen, mit denen 2 Oelmühlen verbunden sind, 1 Apotheke und in der Gemarkung bedeutende Brüche von Kugelbasalt. Jährlich werden 4 Krämermärkte gehalten. – Die Grafen von Katzenellenbogen. Diether III. [†1276) und Eberhard I. (†vor 1312), beide Söhne des Grafen Diether II., besaßen Reinheim in ungetheilter Gemeinschaft, und Letzterer Stifter der Neukatzenellenbogenschen (jüngere) Linie, muß den Ort ganz auf seine Linie gebracht haben; denn im Jahr 1318 erhielt sein Sohn, Berthold II., den obern Theil, und Eberhard II., des letzten Bruders Sohn, den untern Theil von Reinheim zum Mutschar. Zu dieser Zeit wird Reinheim ausdrücklich eine Stadt genannt. Bei der Erbvertheilung zwischen den Grafen Diether VI. und Gerhard, 1373, erhielt Letzterer 1⁄4 der Stadt. Auch ist unterm Jahr 1383 von einem Schloß die Rede, und 1440 finden sich folgende Burgmänner der Stadt und Veste Reinheim: Echter, Geyling, Mosbach, Rorbach, Senolt, Schelm von Bergen, Womolt. Im Jahr 1449 erhielt Philipp der Jüngere die Stadt Reinheim mit ihrem Zugehör halb. Die adelige Familie von Mosbach hatte den Altar St. Maria in Reinheim zu vergeben, trat aber dieses Patronat 1578 an Landgraf Georg I. ab. Diese Familie hatte ihre meisten Lehenstücke in Reinheim wahrscheinlich durch die Kalben von Reinheim erhalten. Im 30jährigen Krieg 1634 wurden von der Vorstadt 15 Häuser abgebrannt. Die Bevestigungen gewährten vielen Bewohnern der Umgegend Schutz und Schirm, bis den 15. Jan. 1635 den Franzosen die Stadt geöffnet wurde. Diesen folgten nach und nach die Schweden, die Rheingräfl. Soldaten und die Croaten, und die Stadt war bis Ende 1635 verwüstet, und der größte Theil der Einwohner gestorben. Nachdem im Jahr 1811, das Amt Lichtenberg in zwei Justizämter getheilt worden war, so wurde de Reinheim der Sitz des einen Justizbeamten.“

Von 1848 bis 1968 war Reinheim Sitz eines Amtsgerichtes. Nach dessen Aufhebung wurde der Amtsgerichtsbezirk aufgeteilt auf das Amtsgericht Darmstadt und das Amtsgericht Dieburg, wobei für Reinheim das Amtsgericht Dieburg zuständig wurde.

### Hessische Gebietsreform
Im Zuge der Gebietsreform in Hessen hatten sich am 31. Dezember 1971 die Gemeinden Ueberau, Spachbrücken und Zeilhard mit der Stadt Reinheim freiwillig zur erweiterten Stadt Reinheim durch einen Grenzveränderungsvertrag zusammengeschlossen. Zum 1. Januar 1977 wurde noch die Gemeinde Georgenhausen kraft Landesgesetz eingemeindet. Die früheren Gemeinden tragen ihren Namen als Stadtteilbezeichnung weiter. Für die Kernstadt Reinheim und die eingegliederten Gemeinden wurden Ortsbezirke eingerichtet, wobei für die zusammengewachsenen Stadtteile Georgenhausen und Zeilhard der gemeinsame Ortsbezirk Georgenhausen-Zeilhard errichtet wurde.

### Verwaltungsgeschichte im Überblick
Die folgende Liste zeigt die Staaten und Verwaltungseinheiten, denen Reinheim angehört(e):
- vor 1479: Heiliges Römisches Reich, Grafschaft Katzenelnbogen, Obergrafschaft Katzenelnbogen
- ab 1479: Heiliges Römisches Reich, Landgrafschaft Hessen, Obergrafschaft Katzenelnbogen
- ab 1567: Heiliges Römisches Reich, Landgrafschaft Hessen-Darmstadt, Obergrafschaft Katzenelnbogen, (1783: Amt Lichtenberg, Zent Oberramstadt, Reinheimer Reiswagen)
- ab 1803: Heiliges Römisches Reich, Landgrafschaft Hessen-Darmstadt, Fürstentum Starkenburg, Amt Lichtenberg
- ab 1806: Großherzogtum Hessen,[Anm. 2] Fürstentum Starkenburg, Amt Lichtenberg[23]
- ab 1815: Großherzogtum Hessen, Provinz Starkenburg, Amt Lichtenberg
- ab 1821: Großherzogtum Hessen, Provinz Starkenburg, Landratsbezirk Reinheim[Anm. 3]
- ab 1832: Großherzogtum Hessen, Provinz Starkenburg, Kreis Dieburg
- ab 1848: Großherzogtum Hessen, Regierungsbezirk Dieburg
- ab 1852: Großherzogtum Hessen, Provinz Starkenburg, Kreis Dieburg
- ab 1871: Deutsches Reich,[Anm. 4] Großherzogtum Hessen, Provinz Starkenburg, Kreis Dieburg
- ab 1918: Deutsches Reich, Volksstaat Hessen,[Anm. 5] Provinz Starkenburg, Kreis Dieburg
- ab 1938: Deutsches Reich, Volksstaat Hessen, Landkreis Dieburg[24][Anm. 6]
- ab 1945: Deutsches Reich, Amerikanische Besatzungszone,[Anm. 7] Groß-Hessen, Regierungsbezirk Darmstadt, Landkreis Dieburg
- ab 1946: Deutsches Reich, Amerikanische Besatzungszone, Hessen, Regierungsbezirk Darmstadt, Landkreis Dieburg
- ab 1949: Bundesrepublik Deutschland, Hessen, Regierungsbezirk Darmstadt, Landkreis Dieburg
- ab 1977: Bundesrepublik Deutschland, Hessen, Regierungsbezirk Darmstadt, Landkreis Darmstadt-Dieburg

### Gerichte
Reinheim gehörte zum Zentgericht Oberramstadt. In der Landgrafschaft Hessen-Darmstadt wurde mit Ausführungsverordnung vom 9. Dezember 1803 das Gerichtswesen neu organisiert. Für das Fürstentum Starkenburg wurde das Hofgericht Darmstadt als Gericht der zweiten Instanz eingerichtet. Die Rechtsprechung der ersten Instanz wurde durch die Ämter bzw. Standesherren vorgenommen. Damit war für Reinheim das Amt Lichtenberg zuständig. Das Hofgericht war für normale bürgerliche Streitsachen Gericht der zweiten Instanz, für standesherrliche Familienrechtssachen und Kriminalfälle die erste Instanz. Übergeordnet war das Oberappellationsgericht Darmstadt. Die Zentgerichte hatten damit ihre Funktion verloren.
Mit Bildung der Landgerichte im Großherzogtum Hessen war ab 1821 das Landgericht Lichtenberg das Gericht erster Instanz, zweite Instanz war das Hofgericht Darmstadt. Es folgten:
- ab 1848: Landgericht Reinheim (Verlegung von Lichtenberg nach Reinheim), zweite Instanz: Hofgericht Darmstadt
- ab 1879: Amtsgericht Reinheim, zweite Instanz: Landgericht Darmstadt
- ab 1968: Amtsgericht Darmstadt mit der Auflösung des Amtsgerichts Reinheim, zweite Instanz: Landgericht Darmstadt

### Georgenhausen

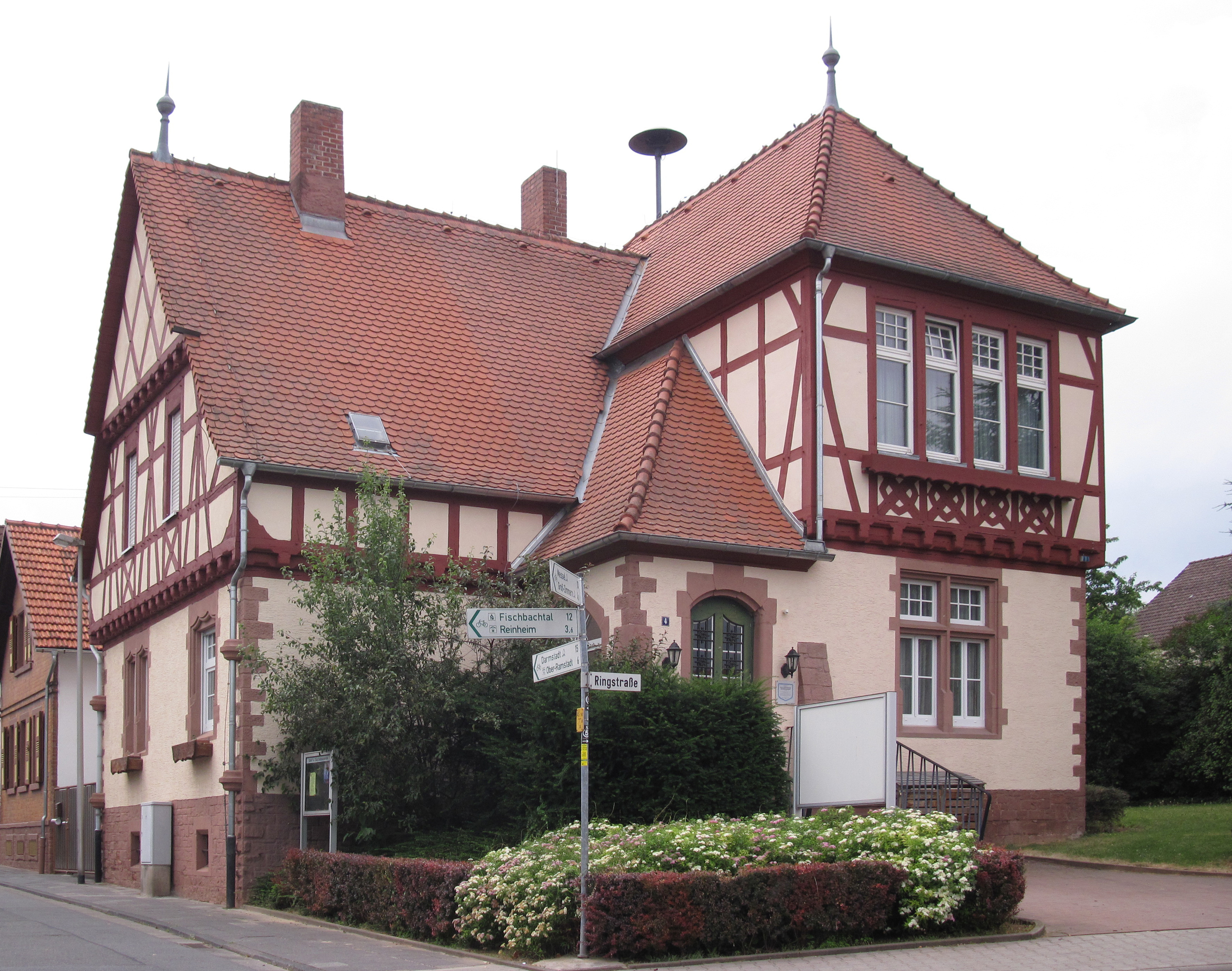
Ehemaliges Rathaus in Georgenhausen

Kristallisationspunkte von Georgenhausen sind das Hofgut und die Kirche. Die Vorgängerin der heutigen, 1792 erbauten Kirche soll von den Rittern von Rodenstein gestiftet worden sein, die auch im Besitz des Hofgutes waren. Sie wurde 1250 gebaut, als sich die umliegenden Orte (Roßdorf, Spachbrücken) aus dem Verband der alten Dieburger Pfarrei herauslösten. Das dem heiligen Georg geweihte Gotteshaus hat auch dem Ort den Namen gegeben, der erstmals 1318 als „Gorienhusen“ erwähnt wurde.
Der Name erschien erstmals in einem Teilungsvertrag zwischen dem Grafen Bertolf und dem Grafen Eberhard von Katzenelnbogen am 26. August 1318. Diese Urkunde zeigt, dass Katzenelnbogen Besitzungen in der Gegend um Groß-Gerau, im nördlichen Odenwald und bei Auerbach hatte. Georgenhausen gehörte nicht dazu; die Grafen bezogen von dort nur den Zehnten.
Georgenhausen war damals kein geschlossenes Dorf, sondern bestand aus mehreren großen Höfen, dem Rodensteinischen Hofgut, dem Großen Hof im Besitz der Pfalz und dem Beunenhof im Besitz der Familie Rabenold von Tannenberg. Diese drei herrschaftlichen Höfe haben sich wohl anlässlich des Kirchenbaues zu einer Gemeinde zusammengeschlossen und den gemeinsamen Namen „Georgenhausen – die Gemeinde der Georgskirche“ angenommen. Die ursprünglichen Namen der drei Höfe sind verloren gegangen.
Spachbrücken und Zeilhard gehörten seit mindestens 1323 den Herren von Bickenbach, seit 1360 den Schenken zu Erbach und von 1528 bis 1805 den Löwensteinern. In keiner Urkunde vor 1398 ist Georgenhausen mit diesen beiden Orten aufgeführt, es hatte also schon vorher ein anderes Schicksal. Erst 1398 war die Pfalz Besitzerin von Georgenhausen. Da die Pfalz in Georgenhausen einen Hof besaß, der noch 1503 nach fuldischem Recht verliehen wurde, wird sie den Hof und die Rechte über das Dorf 1390 zusammen mit der Konkursmasse der Zent Umstadt von der Abtei Fulda gekauft haben.
Die Pfalz verlieh 1398 Spachbrücken, Zeilhard und Georgenhausen an Erbach, was in den Urkunden bis 1482 bestätigt wurde. 1482 war Habitzheim an den Herrn von Scharfeneck (später: Löwenstein) verpfändet. Es ist fraglich, ob Georgenhausen zu diesem Amt gehörte, aber auf jeden Fall war es Pfälzer Besitz. 1611 mussten die Georgenhäuser den Grafen Löwenstein Scharfeneck Frondienste leisten. Georgenhausen unterstand also den Löwensteinern von 1482 bis 1611.
Der Bauernhof der Rabenolds wurde 1460 an die Familie Walbrunn zu Ernsthofen verkauft, die 1618 auch das Hofgut erworben hatten, das bis dahin in den Händen der Familie Fechenbach war. Um 1600 stellten die Walbrunns auch den Pfarrer, sie waren also spätestens 1618 das weltliche und geistliche Oberhaupt von Georgenhausen. 1629 unterstanden die Georgenhäuser auch in peinlichen Strafgerichtsfällen nicht mehr dem Gericht in Lichtenberg oder Groß-Umstadt, sondern der örtlichen Herrschaft.
1649, nach dem Dreißigjährigen Krieg, war Walbrunn so verschuldet, dass er Georgenhausen an den „Kriegsgewinnler“ Kamptz zu Godow verkaufen musste. Von ihm erbte 1671 Haxthausen das Hofgut und die Macht in Georgenhausen.
1732 zog die verwitwete Albertina Charlotte von Haxthausen auf das Hofgut und regierte selbstherrlich mit ihrem Sohn Christian Rudolf Anton bis 1811 nach dem Motto: „Der Staat bin ich!“ Sie rissen immer mehr Grundbesitz an sich, behaupteten ihre eigene Gerichtsbarkeit und wehrten sich gegen jede Beeinflussung von außen. Erst nach der Auflösung des Heiligen Römischen Reiches 1806 wurde das Niemandsland Georgenhausen in das neu geschaffene Großherzogtum Hessen einverleibt. Dem Freiherrn blieben als Ersatz für die verlorene Souveränität aber noch bis 1821 die niedere Gerichtsbarkeit und das Recht der Pfarrstellenbesetzung. Dieses ging später an den Grafen Görtz von Schlitz über, er behielt das Patronat über die Kirchengemeinde bis zum Rechtsverzicht im Jahre 1968; es wird seither von der Landeskirche selbst wahrgenommen.
1836 gingen das Hofgut und die Patrimonialrechte an den Grafen Görtz von Schlitz über. Unter dessen Pächtern blieb das Gut bis zum Verkauf an die Nassauische Siedlungsgesellschaft in der Mitte des 20. Jahrhunderts.
Die Gemeinde Georgenhausen wahrte ihre kommunale Selbstständigkeit noch bis 1977, obwohl sich die Nachbarorte Zeilhard und Spachbrücken schon Ende 1971 mit Reinheim zusammenschlossen. In Georgenhausen gibt es vier kirchliche Einrichtungen: die evangelische Georgskirche, die katholische Kapelle St. Elisabeth, den Königreichssaal der Zeugen Jehovas und die Neuapostolische Kirche.

### Spachbrücken

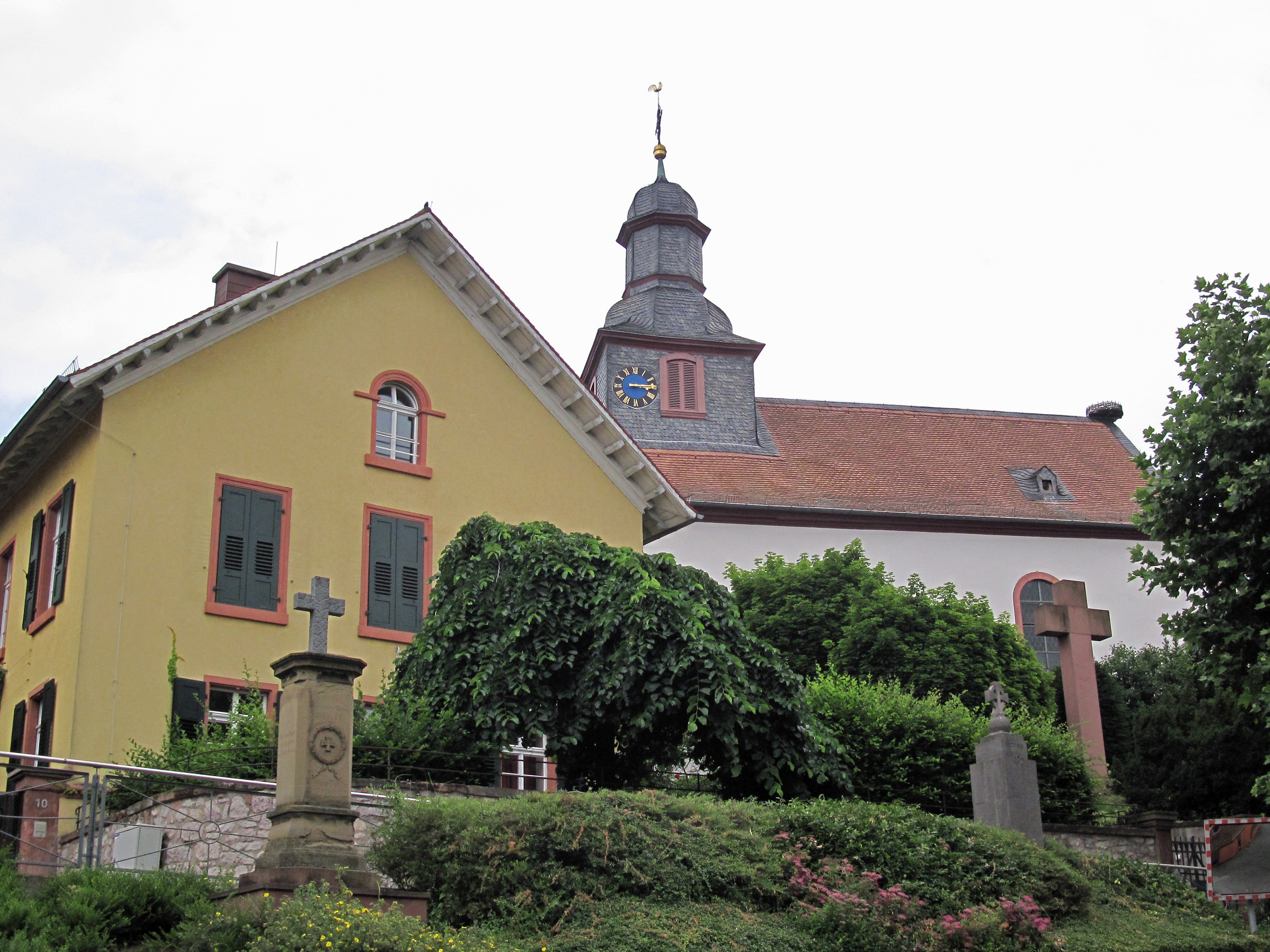
Kirche in Spachbrücken

Urkundlich nachgewiesen ist Spachbrücken seit dem 17. Mai 1323. Die ersten Häuser standen direkt neben der Dilsbach. Für den Bau einer einfachen Brücke über den kleinen Bach wurden Birkenstämme (Spachen) in den Bachlauf gelegt, unten größere, um den Durchfluss des Wassers zu gewährleisten, nach oben hin immer kleinere, damit Fuhrwerke ungehindert darüber fahren konnten.
Die politische Ortsgeschichte verlief über die Jahrhunderte weitgehend identisch mit Zeilhard und ist dort näher erläutert.
Die Spachbrückener Vorfahren sind vermutlich von Mönchen des Klosters Fulda, das im Jahre 744 n. Chr. von Bonifatius gegründet wurde, in der Folgezeit zum Christentum bekehrt worden. Sie gehörten zu dem damals sehr großen Kirchspiel Dieburg. Im Jahre 1400 existierte die erste Filialkirche, die dem heiligen Antonius geweiht war. Mit der Reformation, die vor dem Jahr 1526 dort durchgeführt wurde, wurde Spachbrücken Filialgemeinde von Roßdorf. Im Gegensatz zu vielen Nachbargemeinden blieb Spachbrücken weiterer Religionswechsel erspart und war seitdem immer evangelisch-lutherisch. Im Jahr 1585 wurde Spachbrücken selbstständige Pfarrei, zu der auch Habitzheim gehörte. Anstelle der alten baufälligen Kirche wurde eine neue Kirche gebaut und am 6. Juli 1755 eingeweiht. Bei der Renovierung 1970 bis 1972 erhielt sie ein neues Dach mit einem Storchennest als Wahrzeichen von Spachbrücken. Bei der Innenrenovierung wurde auch die wertvolle Barockorgel von Johann Christian Dauphin aus dem Jahre 1760 restauriert.
Im Jahre 1635 war Spachbrücken wegen der Pest von den letzten Einwohnern verlassen. Um 1640 kehrten einige Überlebende zurück und nach 1650 siedelten sich vom Landgrafen in Darmstadt angeworbene Sachsen, Flamen und Schweizer dort an. Das Töpfer- und Knopfmacherhandwerk florierte bis zum Ersten Weltkrieg 1914. Der Häfner Jakob Neuroth und sein Sohn Georg lieferten ihre Ware an den Großherzog in Darmstadt und bis an den Zarenhof in Petersburg.
Seit dem Ersten Weltkrieg wandelte sich die Beschäftigungslage der meisten Spachbrücker langsam von Handwerk und Landwirtschaft zur Industriearbeit. Die meisten Spachbrücker finden ihre Existenz in den Industriebetrieben und Verwaltungen in Darmstadt und Umgebung. Diese Entwicklung setzte sich nach 1945 verstärkt fort.

### Ueberau

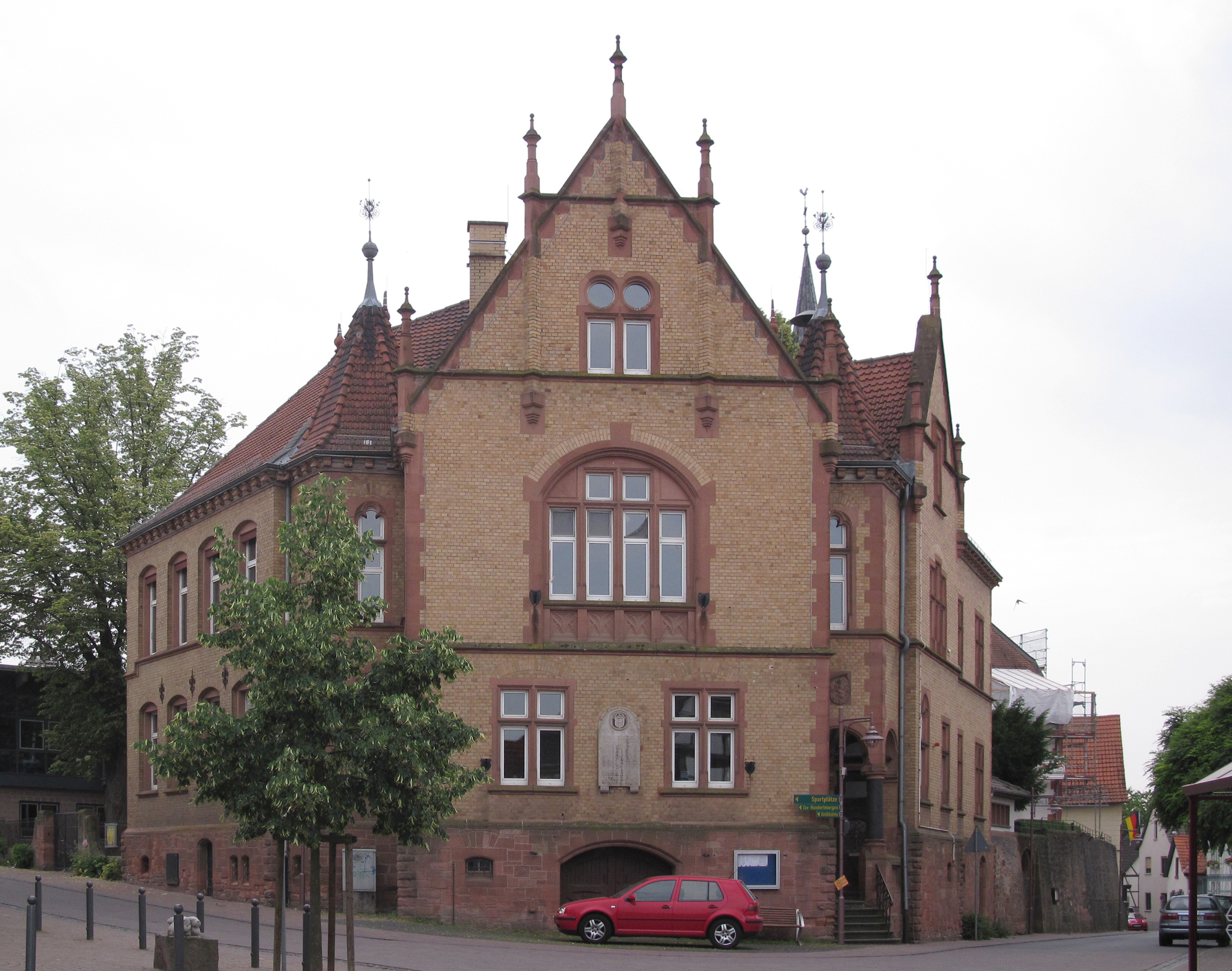
„Rathaus und Schulgebäude“ in Ueberau

Erwähnt wurde Ueberau erstmals in einer Urkunde des Grafen Eberhard von Katzenelnbogen vom 24. Juli 1305 mit dem Namen „Ubera“ und bedeutet wahrscheinlich „Obere Aue“ oder „Über der Aue“ (den Seewiesen). Dass Ueberau noch älter als die im Jahre 2005 gefeierten 700 Jahre ist, beweisen Aussagen in einer Urkunde von 1316 und Untersuchungen an den ältesten Teilen der Kirche, die bestätigen, dass diese aus dem ausgehenden 12. Jahrhundert stammen.
Mit der Grafschaft Katzenelnbogen fiel Ueberau 1479 an die Landgrafschaft Hessen. 1527 wurde die Reformation eingeführt. Am Ende des Dreißigjährigen Krieges war der Ort fast ausgestorben. Später wurden Einwanderer aus der Schweiz angesiedelt.
1718 wurde in Ueberau die erste Schule gegründet.
Mit dem Bau der Eisenbahn um 1870 und der damit verbundenen Industrialisierung wurde die Arbeiterbewegung wie in ganz Deutschland auch in Ueberau immer stärker. Insbesondere Arbeiter der Firma Frohmann Granitwerke ließen sich in Ueberau nieder. Diese Arbeiter waren zum größten Teil gewerkschaftlich organisiert und gehörten der Sozialdemokratischen Partei Deutschlands (SPD) an, die 1903 einen Ortsverein gründete. Aufgrund der politischen Veränderungen in der Zeit im und nach dem Ersten Weltkrieg entstanden 1919 Ortsvereine der Unabhängigen Sozialdemokratischen Partei Deutschlands (USPD) und der Kommunistischen Partei Deutschlands (KPD). Bei der Reichstagswahl 1928 erzielte die KPD erstmals mehr Stimmen als die SPD.
Nach dem Zweiten Weltkrieg blieb die Gemeinde eine kommunistische Hochburg; in der Region wird Ueberau auch als das „Rote Dorf“ bezeichnet. Ab 1948 amtierte der Kommunist Adam Büdinger als Bürgermeister der damals noch selbstständigen Gemeinde Ueberau. Bei der Gemeinderatswahl 1952 entfielen sieben von zwölf Mandaten auf die KPD. Im Vorfeld des KPD-Verbots im August 1956 bildeten Kommunisten und Parteilose die Unabhängige Wählergemeinschaft (UWG), die im Oktober 1956 mit sieben Mandaten die absolute Mehrheit erzielte. Bürgermeister Büdinger blieb im Amt. Am 14. Oktober 1960, neun Tage vor der Kommunalwahl, wurde die UWG vom Hessischen Innenminister verboten. Bürgermeister und Beigeordnete wurden abgesetzt. Dem Aufruf Büdingers, bei der anstehenden Wahl ungültig zu stimmen, folgte ungefähr ein Drittel der Wähler. Bei der Kommunalwahl 1968 entfielen 38 % der Stimmen auf die Deutsche Friedensunion (DFU). Ab 1972 war die Deutsche Kommunistische Partei (DKP) ununterbrochen im Ortsbeirat des mittlerweile nach Reinheim eingemeindeten Ueberau vertreten. Bei den Kommunalwahlen 2006 erreichte sie zwei von fünf Sitzen im Ortsbeirat. Zum Ortsvorsteher wurde danach der Kommunist Manfred Büdinger gewählt, Sohn des oben erwähnten Adam Büdinger.
Heute herrscht in Ueberau ein reichhaltiges intaktes Gemeindeleben mit vielen Veranstaltungen. Ein Beispiel dafür ist die Teilnahme am Wettbewerb Unser Dorf hat Zukunft (früher: Unser Dorf soll schöner werden) seit dem Jahre 2008. Im Bundesentscheid 2013 erhielt Ueberau mit acht anderen Dörfern aus ganz Deutschland die Goldmedaille.

### Zeilhard

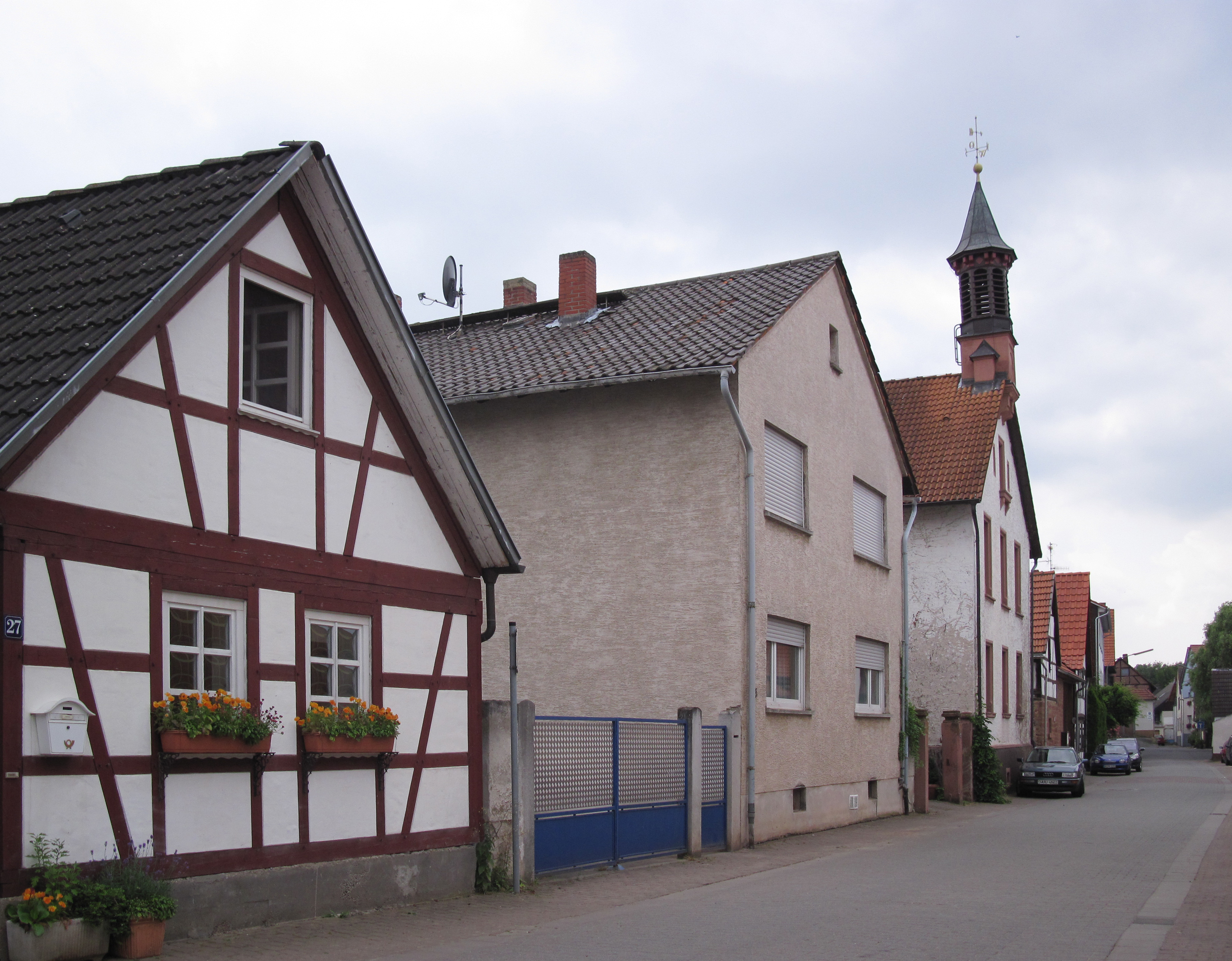
Hauptstraße mit früherer Schule in Zeilhard

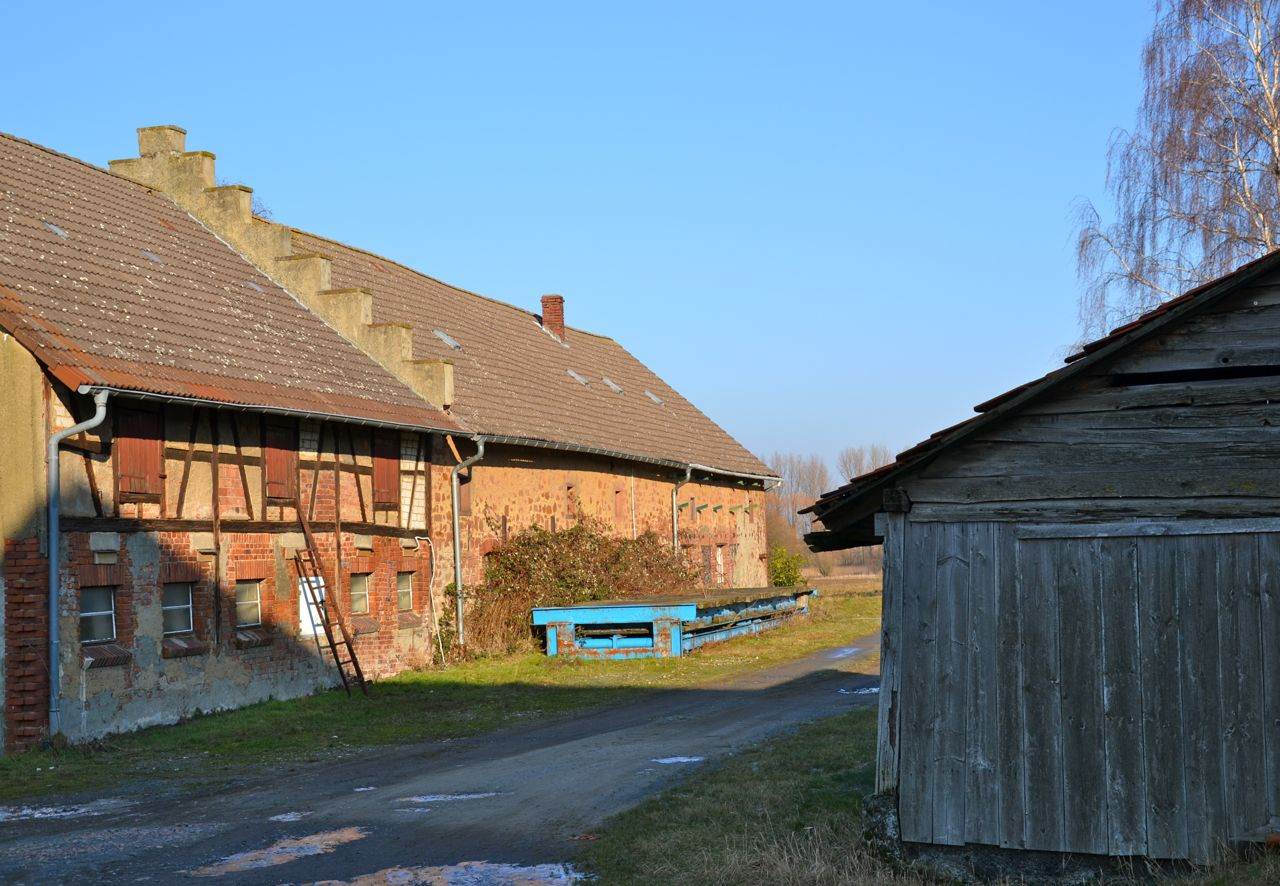
Bauernhof in Dilshofen

Die älteste erhalten gebliebene urkundliche Erwähnung von Zylhart datiert vom 17. Mai 1323. Auf dem Erbwege kamen die Dörfer Zeilhard, Spachbrücken und Habitzheim an den Schenken zu Erbach. 1528 verkauften die Erbacher, die Lehnsherren der Pfalzgrafen waren, unter anderem Zeilhard, für 9000 Gulden an die Grafen zu Wertheim. Georg II. von Wertheim hatte 1525 in seinem Gebiet die Reformation durchgeführt. Die neue Herrschaft, die 1581 den Namen Löwenstein annahm, trat 1621 wieder zum katholischen Glauben über. Vor diesem Glaubenswechsel begann der Dreißigjährige Krieg. Da der Löwensteiner auf der Seite der Evangelischen focht, gehörte er zu den Verlierern. Seine Besitzungen, auch die in Zeilhard, wurden eingezogen und dem Vizepräsidenten des Reichshofrats, Freiherr von Strahlendorf, geschenkt. Dieser verkaufte die Herrschaft Habitzheim an den Darmstädter Landgrafen. Nach dem Krieg kam sie 1649 wieder an Löwenstein zurück.
Der Dreißigjährige Krieg brachte für Zeilhard schlimme Zeiten. Schon bald nach Beginn des Krieges flüchteten viele in das damals befestigte Reinheim aus Furcht vor den mansfeldischen Soldaten. 1635 erreichte die Pest die Gemarkung, anschließend eine zwei Jahre dauernde Hungersnot. Im Jahre 1657 war das Dorf völlig unbewohnt. Es fiel aber nicht wüst wie so viele Dörfer und Weiler in der Umgebung. Die Zeiten der Vogtei von Bickenbach und später der von Erbach und Löwenstein-Wertheim waren in manchen Fragen der Territorialherrschaft von spannungsgeladenen Rechtsunsicherheiten geprägt, die mehrfach militärische Einsätze zur Folge hatten. Seit der Bayerischen Fehde 1504 mischten sich die Pfalz und Hessen-Darmstadt in die Zentherrschaft.
Im Frieden zu Luneville ging die Umstädter Zentherrschaft an Hessen-Darmstadt über. Die Pfalz hatte somit ihren Anspruch verloren. Durch den Reichsdeputationshauptschluss vom 25. Februar 1803 erhielt Hessen-Darmstadt nach und nach die Herrschaft über das Gebiet. Von 1806 an lag die politische Macht über Zeilhard in der Hand des Großherzoges. Seit Ende 1971 ist Zeilhard ein Stadtteil von Reinheim.

#### Dilshofen
Der Weiler Dilshofen (Dieslhoffen), mit drei Bauernhöfen und vier Wohnhäusern liegt im Süden der Gemarkung Zeilhard an der Grenze zu Ober-Ramstadt. 1454 wird ein Heylle Dyelßhoiffer genannt, der eine Bede von 6 Schilling für einen Garten zahlt. Der westliche Hof liegt schon jenseits der Grenze und gehört zu Ober-Ramstadt.
In den Jahren 1791, 1800 wurden in Dilshofen 16 bzw. 26 Einwohner gezählt.
Bis 1977 verlief die Landkreisgrenze von Darmstadt und Dieburg mitten durch die Hofstätten. Der Bahnhof Zeilhard, der vermutlich am 15. Mai 1871 eröffnet und 1979 wieder geschlossen wurde, lag südlich von Dilshofen.

#### Hofgut Illbach

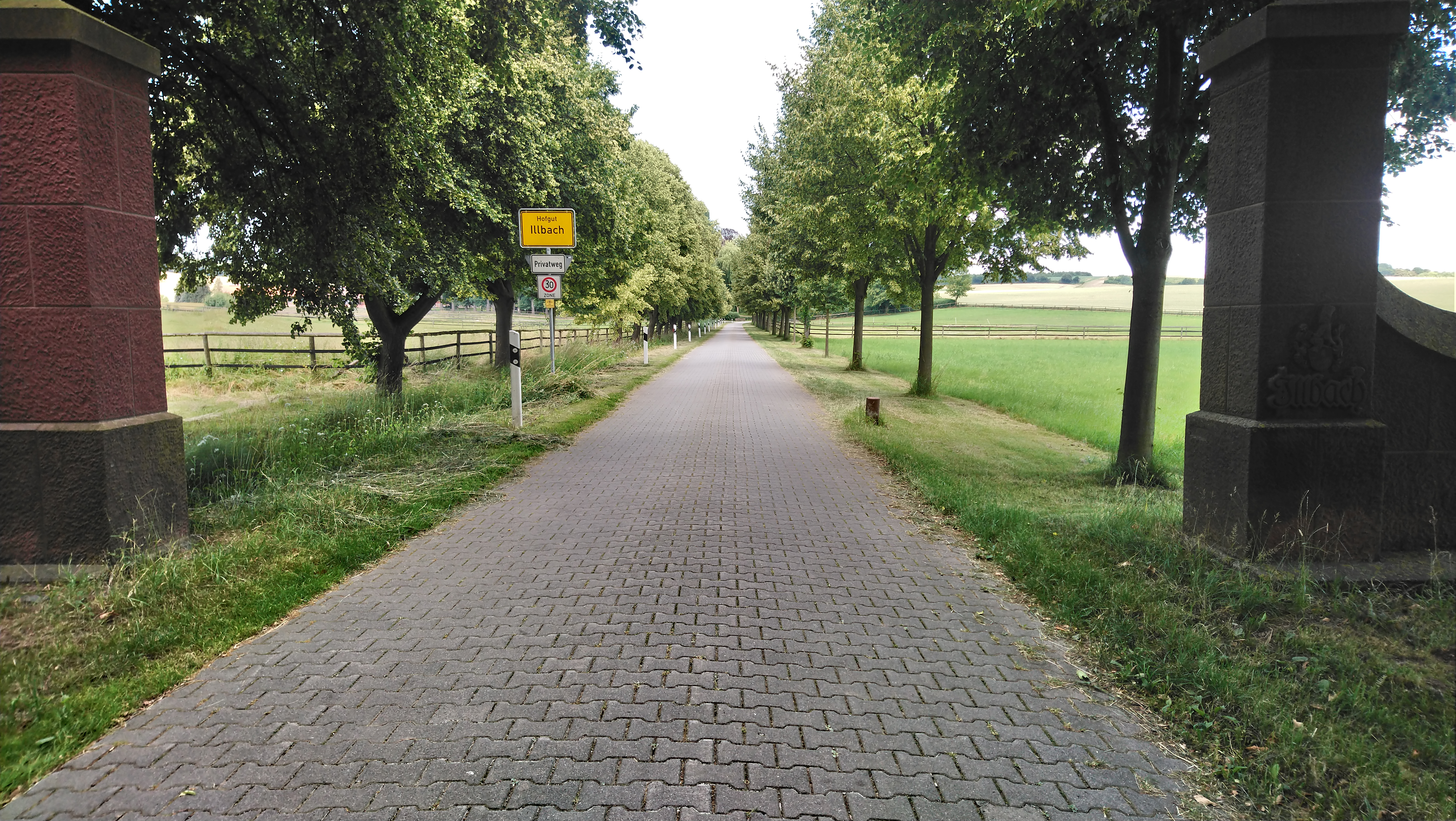
Straße nach Illbach

Hof Illbach (ehedem Eulbach/Ulbach) bildete früher eine eigene Hofgemarkung und war einst Stammsitz eines früh erloschenen Adelsgeschlechts von Eulbach/Ulbach.
1368 wird der Ort erstmals urkundlich erwähnt, als Dithmar von Vlbach seine Mühlen zu Illbach mit Willen seines Bruders für 100 Gulden erblich an Graf Wilhelm II. von Katzenelnbogen verkauft. Katzenelnbogen belehnte die Kalb von Reinheim mit dem Besitz, denn in einer Urkunde von 1392 ist vermerkt, dass Werner Kalb von Reinheim seine Güter zu Vlbach von Graf Eberhard von Katzenelnbogen (Bruder Wilhelm II.) zu Lehen hat. 1489 ist ein Lehensbrief des Landgrafen Wilhelm I. von Hessen für Philipp Kalb von Reinheim beurkundet. 1580 gehört der Hof dann den Mosbach-Lindenfels. 1684 kommt der Hof mit dem Tode des Hans Heinrich Mosbach von Lindenfels, des letzten der Familie, an die Familie von Hertinghausen.
In älteren Geschichtsdokumenten wird abweichend vermerkt, dass die Hofsiedlung in der 2. Hälfte des 14. Jahrhunderts (1368) wohl durch Kauf an die Grafen von Katzenelnbogen übergeht, die die von Eulbach/Ulbach/Illbach fortwährend belehnen. Später gehörte es den Herren von Willich.
1824 wird ein Rottzehnt des Illbacher Hofes erwähnt.
Im 19. Jahrhundert war das Hofgut im Besitz des Landgrafen von Hessen-Darmstadt, ehe das Anwesen dann in den Besitz des Grafen von Pöllnitz überging. Ende des zweiten Drittels des 20. Jahrhunderts ging das Hofgut in Privatbesitz einer Familie aus Eschborn über.

## Bevölkerung

### Einwohnerstruktur 2011/2022
Nach den Erhebungen des Zensus 2011/Zensus 2022 lebten am Stichtag, dem 9. Mai 2011 / 15. Mai 2022, in der Stadt Reinheim 16.294/16.365 Einwohner. Darunter waren 1197/2084 (7,4 % / 12,5 %) Ausländer, von denen 528/911 aus dem EU-Ausland, 469/639 aus anderen europäischen Ländern und 200/495 aus anderen Staaten kamen./ Von den deutschen Einwohnern hatten 10,8 %  / 12,6 % einen Migrationshintergrund./ Nach dem Lebensalter waren 2731/2648 Einwohner unter 18 Jahren, 6517/5783 waren zwischen 18 und 49, 3560/3907 zwischen 50 und 64 und 3485/4012 Einwohner waren älter./ Die Einwohner lebten in 7021/4570 Haushalten. Davon waren 2012/? Singlehaushalte, 2251/2049 Paare ohne Kinder und 2032/1897 Paare mit Kindern, sowie 590/613 Alleinerziehende und 132/? Wohngemeinschaften./ In 1594/852 Haushalten lebten ausschließlich Senioren und in 4592/2840 Haushaltungen leben keine Senioren./

### Einwohnerentwicklung
- 1791: 1059 Einwohner (mit Ueberau)[13]
- 1800: 1173 Einwohner (mit Ueberau)[30]
- 1806: 1497 Einwohner, 234 Häuser (mit Ueberau)[23]
- 1829: 196 Einwohner, 190 Häuser[15]
- 1867: 1324 Einwohner, 217 Häuser[44]

| Reinheim: Einwohnerzahlen von 1791 bis 2022 | Reinheim: Einwohnerzahlen von 1791 bis 2022 | Reinheim: Einwohnerzahlen von 1791 bis 2022 | Reinheim: Einwohnerzahlen von 1791 bis 2022 | Reinheim: Einwohnerzahlen von 1791 bis 2022 |
| --- | ------------------------------------------- | ------------------------------------------- | ------------------------------------------- | ------------------------------------------- |
| Jahr |                                             |                                             |                                             | Einwohner                                   |
| 1791 | 1791                                        |                                             | 1.059                                       | 1.059                                       |
| 1800 | 1800                                        |                                             | 1.173                                       | 1.173                                       |
| 1829 | 1829                                        |                                             | 1.324                                       | 1.324                                       |
| 1834 | 1834                                        |                                             | 2.016                                       | 2.016                                       |
| 1840 | 1840                                        |                                             | 2.121                                       | 2.121                                       |
| 1846 | 1846                                        |                                             | 2.168                                       | 2.168                                       |
| 1852 | 1852                                        |                                             | 2.282                                       | 2.282                                       |
| 1858 | 1858                                        |                                             | 2.151                                       | 2.151                                       |
| 1864 | 1864                                        |                                             | 1.365                                       | 1.365                                       |
| 1871 | 1871                                        |                                             | 1.411                                       | 1.411                                       |
| 1875 | 1875                                        |                                             | 1.505                                       | 1.505                                       |
| 1885 | 1885                                        |                                             | 1.716                                       | 1.716                                       |
| 1895 | 1895                                        |                                             | 1.723                                       | 1.723                                       |
| 1905 | 1905                                        |                                             | 2.073                                       | 2.073                                       |
| 1910 | 1910                                        |                                             | 2.209                                       | 2.209                                       |
| 1925 | 1925                                        |                                             | 2.361                                       | 2.361                                       |
| 1939 | 1939                                        |                                             | 2.767                                       | 2.767                                       |
| 1946 | 1946                                        |                                             | 3.665                                       | 3.665                                       |
| 1950 | 1950                                        |                                             | 4.010                                       | 4.010                                       |
| 1956 | 1956                                        |                                             | 3.892                                       | 3.892                                       |
| 1961 | 1961                                        |                                             | 4.123                                       | 4.123                                       |
| 1967 | 1967                                        |                                             | 4.663                                       | 4.663                                       |
| 1970 | 1970                                        |                                             | 5.139                                       | 5.139                                       |
| 1972 | 1972                                        |                                             | 10.369                                      | 10.369                                      |
| 1975 | 1975                                        |                                             | 14.059                                      | 14.059                                      |
| 1980 | 1980                                        |                                             | 15.758                                      | 15.758                                      |
| 1985 | 1985                                        |                                             | 16.256                                      | 16.256                                      |
| 1990 | 1990                                        |                                             | 16.634                                      | 16.634                                      |
| 1995 | 1995                                        |                                             | 17.500                                      | 17.500                                      |
| 2000 | 2000                                        |                                             | 18.081                                      | 18.081                                      |
| 2005 | 2005                                        |                                             | 17.602                                      | 17.602                                      |
| 2010 | 2010                                        |                                             | 17.012                                      | 17.012                                      |
| 2011 | 2011                                        |                                             | 16.294                                      | 16.294                                      |
| 2015 | 2015                                        |                                             | 16.277                                      | 16.277                                      |
| 2020 | 2020                                        |                                             | 16.426                                      | 16.426                                      |
| 2022 | 2022                                        |                                             | 16.365                                      | 16.365                                      |
| Datenquelle: Historisches Gemeindeverzeichnis für Hessen: Die Bevölkerung der Gemeinden 1834 bis 1967. Wiesbaden: Hessisches Statistisches Landesamt, 1968. Weitere Quellen: LAGIS; 1972; Zensus 2011; Zensus 2022; Hessisches Statistisches Informationssystem Ab 1972 einschließlich der im Zuge der Gebietsreform in Hessen eingegliederten Orte. |                                             |                                             |                                             |                                             |

### Historische Religionszugehörigkeit
- 1829: 1157 lutheranische (= 93,39 %), 11 mennonitische (= 0,92 %), 59 jüdische (= 4,93 %) und 9 katholische (= 0,75 %) Einwohner[15]
- 1961: 3135 lutheranische (= 76,04 %), 791 römisch-katholische (= 19,19 %) Einwohner[11]
- 2011: 7813 evangelische (= 48,0 %), 3067 katholische (= 18,8 %), 5410 sonstige (= 33,3 %) Einwohner[47]
- 2022: 6154 evangelische (= 37,6 %), 2649 katholische (= 16,2 %), 7557 sonstige (= 46,2 %) Einwohner[48]

### Erwerbstätigkeit
Die Gemeinde im Vergleich mit Landkreis, Regierungsbezirk Darmstadt und Hessen:
|                                                   | Jahr | Gemeinde | Landkreis | Regierungsbezirk | Hessen    |
| ------------------------------------------------- | ---- | -------- | --------- | ---------------- | --------- |
| Sozialversicherungspflichtig Beschäftigte         | 2017 | 2.285    | 74.525    | 1.695.567        | 2.524.156 |
| Veränderung zu                                    | 2000 | −21,6 %  | +21,1 %   | +16,1 %          | +16,0 %   |
| davon Vollzeit                                    | 2017 | 65,2 %   | 68,3 %    | 72,8 %           | 71,8 %    |
| davon Teilzeit                                    | 2017 | 34,8 %   | 31,7 %    | 27,2 %           | 28,2 %    |
| Ausschließlich geringfügig entlohnte Beschäftigte | 2017 | 652      | 15.305    | 224.267          | 372.991   |
| Veränderung zu                                    | 2000 | −19,3 %  | +14,4 %   | +9,0 %           | +8,8 %    |

| Branche                         | Jahr | Gemeinde | Landkreis | Regierungsbezirk | Hessen |
| ------------------------------- | ---- | -------- | --------- | ---------------- | ------ |
| Produzierendes Gewerbe          | 2000 | 46,7 %   | 41,1 %    | 27,0 %           | 30,6 % |
| Produzierendes Gewerbe          | 2017 | 38,9 %   | 31,3 %    | 20,4 %           | 24,3 % |
| Handel, Gastgewerbe und Verkehr | 2000 | 12,3 %   | 26,1 %    | 26,4 %           | 25,1 % |
| Handel, Gastgewerbe und Verkehr | 2017 | 20,5 %   | 26,8 %    | 24,7 %           | 23,8 % |
| Unternehmensdienstleistungen    | 2000 | 19,8 %   | 11,6 %    | 25,1 %           | 20,2 % |
| Unternehmensdienstleistungen    | 2017 | 13,6 %   | 17,1 %    | 31,6 %           | 26,1 % |
| Sonstige Dienstleistungen       | 2000 | 20,0 %   | 18,8 %    | 20,1 %           | 22,5 % |
| Sonstige Dienstleistungen       | 2017 | 25,8 %   | 23,6 %    | 23,0 %           | 25,4 % |
| Sonstiges (bzw. ohne Zuordnung) | 2000 | 01,2 %   | 02,4 %    | 01,4 %           | 01,5 % |
| Sonstiges (bzw. ohne Zuordnung) | 2017 | 00,8 %   | 01,2 %    | 00,3 %           | 00,4 % |

## Politik

### Stadtverordnetenversammlung
Die Kommunalwahl am 14. März 2021 lieferte folgendes Ergebnis, in Vergleich gesetzt zu früheren Kommunalwahlen:
| Sitzverteilung in der Stadtverordnetenversammlung 2021Insgesamt 37 Sitze - DKP: 3 - SPD: 17 - RK: 3 - Grüne: 5 - FDP: 2 - CDU: 5 - FW: 2 | Parteien und Wählergemeinschaften | Parteien und Wählergemeinschaften           | % 2021 | Sitze 2021 | % 2016 | Sitze 2016 | % 2011 | Sitze 2011 | % 2006 | Sitze 2006 | % 2001 | Sitze 2001 |
| Sitzverteilung in der Stadtverordnetenversammlung 2021Insgesamt 37 Sitze - DKP: 3 - SPD: 17 - RK: 3 - Grüne: 5 - FDP: 2 - CDU: 5 - FW: 2 | SPD                               | Sozialdemokratische Partei Deutschlands     | 46,7   | 17         | 41,5   | 15         | 40,3   | 16         | 40,3   | 15         | 46,7   | 17         |
| Sitzverteilung in der Stadtverordnetenversammlung 2021Insgesamt 37 Sitze - DKP: 3 - SPD: 17 - RK: 3 - Grüne: 5 - FDP: 2 - CDU: 5 - FW: 2 | CDU                               | Christlich Demokratische Union Deutschlands | 13,3   | 5          | 17,4   | 6          | 21,6   | 8          | 27,1   | 10         | 25,6   | 10         |
| Sitzverteilung in der Stadtverordnetenversammlung 2021Insgesamt 37 Sitze - DKP: 3 - SPD: 17 - RK: 3 - Grüne: 5 - FDP: 2 - CDU: 5 - FW: 2 | Reinheimer Kreis                  | Reinheimer Kreis                            | 7,9    | 3          | 12,2   | 5          | —      | —          | —      | —          | —      | —          |
| Sitzverteilung in der Stadtverordnetenversammlung 2021Insgesamt 37 Sitze - DKP: 3 - SPD: 17 - RK: 3 - Grüne: 5 - FDP: 2 - CDU: 5 - FW: 2 | DKP                               | Deutsche Kommunistische Partei              | 8,4    | 3          | 11,1   | 4          | 10,1   | 4          | 14,7   | 5          | 9,2    | 3          |
| Sitzverteilung in der Stadtverordnetenversammlung 2021Insgesamt 37 Sitze - DKP: 3 - SPD: 17 - RK: 3 - Grüne: 5 - FDP: 2 - CDU: 5 - FW: 2 | GRÜNE                             | Bündnis 90/Die Grünen                       | 13,9   | 5          | 10,1   | 4          | 17,9   | 6          | 9,4    | 4          | 9,8    | 4          |
| Sitzverteilung in der Stadtverordnetenversammlung 2021Insgesamt 37 Sitze - DKP: 3 - SPD: 17 - RK: 3 - Grüne: 5 - FDP: 2 - CDU: 5 - FW: 2 | FWG                               | Freie Wählergemeinschaft Reinheim e. V.     | 5,5    | 2          | 5,5    | 2          | 4,8    | 2          | 4,9    | 2          | 5,0    | 2          |
| Sitzverteilung in der Stadtverordnetenversammlung 2021Insgesamt 37 Sitze - DKP: 3 - SPD: 17 - RK: 3 - Grüne: 5 - FDP: 2 - CDU: 5 - FW: 2 | FDP                               | Freie Demokratische Partei                  | 4,3    | 2          | 2,2    | 1          | 2,1    | 1          | 3,6    | 1          | 3,7    | 1          |
| Sitzverteilung in der Stadtverordnetenversammlung 2021Insgesamt 37 Sitze - DKP: 3 - SPD: 17 - RK: 3 - Grüne: 5 - FDP: 2 - CDU: 5 - FW: 2 | gesamt                            | gesamt                                      | 100,0  | 37         | 100,0  | 37         | 100,0  | 37         | 100,0  | 37         | 100,0  | 37         |
| Sitzverteilung in der Stadtverordnetenversammlung 2021Insgesamt 37 Sitze - DKP: 3 - SPD: 17 - RK: 3 - Grüne: 5 - FDP: 2 - CDU: 5 - FW: 2 | Wahlbeteiligung in %              | Wahlbeteiligung in %                        | 54,1   | 54,1       | 53,0   | 53,0       | 51,5   | 51,5       | 49,8   | 49,8       | 57,0   | 57,0       |

### Bürgermeister
Nach der hessischen Kommunalverfassung wird der Bürgermeister für eine sechsjährige Amtszeit gewählt, seit dem Jahr 1993 in einer Direktwahl, und ist Vorsitzender des Magistrats, dem in der Stadt Reinheim neben dem Bürgermeister ehrenamtlich ein Erster Stadtrat und sechs weitere Stadträte angehören. Bürgermeister ist seit dem 1. September 2019 Manuel Feick (SPD), der bis dahin als Erster Stadtrat dem Magistrat angehörte. Sein Amtsvorgänger Karl Hartmann (SPD) hatte mit 65 Jahren in seiner sechsten Amtszeit um Versetzung in den Ruhestand zum 1. September 2019 gebeten und die Wahl eines neuen Bürgermeisters musste vorgezogen werden. Manuel Feick wurde am 26. Mai 2019 im ersten Wahlgang bei 65,9 Prozent Wahlbeteiligung mit 61,2 Prozent der Stimmen gewählt. Es folgte eine Wiederwahl im März 2025.
Amtszeiten der Bürgermeister
- 2019–2031 Manuel Feick (SPD)[57]
- 1985–2019 Karl Hartmann (SPD)[58]

### Ortsbezirke
Folgende Ortsbezirke mit Ortsbeirat und Ortsvorsteher nach der Hessischen Gemeindeordnung gibt es im Gemeindegebiet:
- Ortsbezirk Reinheim (Gebiete der Gemarkung Reinheim). Der Ortsbeirat besteht aus 9 Mitgliedern.
- Ortsbezirk Ueberau (Gebiete der ehemaligen Gemeinde Ueberau). Der Ortsbeirat besteht aus 5 Mitgliedern.
- Ortsbezirk Spachbrücken (Gebiete der ehemaligen Gemeinde Spachbrücken). Der Ortsbeirat besteht aus 5 Mitgliedern.
- Ortsbezirk Georgenhausen-Zeilhard (Gebiete der ehemaligen Gemeinden Georgenhausen und Zeilhard). Der Ortsbeirat besteht aus 7 Mitgliedern.

### Ortsbeirat Kernstadt Reinheim
Bei den Kommunalwahlen in Hessen 2021 betrug die Wahlbeteiligung zum Ortsbeirat 50,22 %. Dabei wurden gewählt: drei Mitglieder der SPD, zwei Mitglieder des Bündnis 90/Die Grünen, sowie je ein Mitglied der „Freien Wählervereinigung Reinheim“ (FWG), der DKP, der CDU und des „Reinheimer Kreises“ (RK). Der Ortsbeirat wählte Hartmut Maier (SPD) zum Ortsvorsteher.

### Wappen
Blasonierung„In Gold ein blau-bewehrter roter Löwe mit gedoppeltem Schwanz.“
Das Wappen wurde der Stadt Reinheim am 23. Januar 1984 durch den Hessischen Innenminister genehmigt. In seiner heutigen Form wurde es durch den Bad Nauheimer Heraldiker Heinz Ritt gestaltet.
Der Löwe stammt aus dem Wappen der Grafschaft Katzenelnbogen, Siegel der Stadt zeigen ihn seit dem 16. Jahrhundert. Der erst im 19. Jhd. hinzugefügte zweite Schwanz beruht wohl auf einem Missverständnis.
1956 wurde vorgeschlagen, in der unteren Hälfte des Wappens einen silbernen Balken auf blauem Grund hinzuzufügen, um Reinheim besser von anderen katzenelnbogischen Wappen zu unterscheiden.
Eine offizielle Flagge führt die Stadt nicht. Es gibt jedoch eine nichtamtliche Fahne, die auf rot-weiß-rotem Flaggentuch das Stadtwappen zeigt.

### Städtepartnerschaften

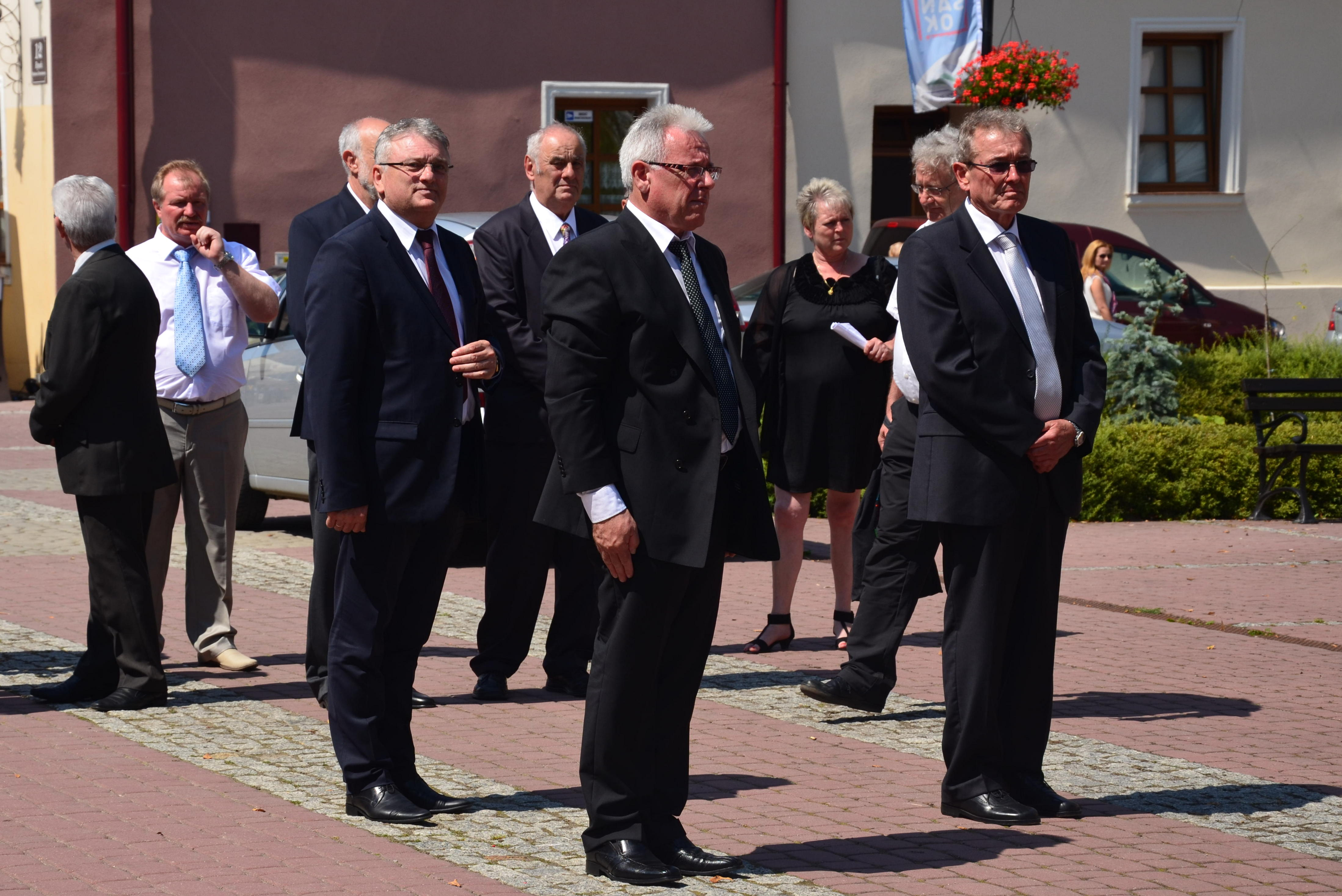
Bürgermeister Karl Hartmann und Wojciech Blecharczyk (Sanok) auf dem Markt zu Sanok – „20 Jahre Partnerschaft Sanok – Reinheim“ (2014)

- Cestas (Frankreich)
- Fürstenwalde/Spree bei Berlin
- Licata (Italien)
- Sanok (Polen)

## Kultur und Sehenswürdigkeiten

### Naturräume und Schutzgebiete
Nordöstlich Reinheims liegt das Biotop und Naturschutzgebiet Reinheimer Teich, das vom Dilsbach und Wembach (Langer Graben) und der nahe vorbeifließenden Gersprenz umgeben ist. Das NSG ist eigentlich eine Gruppe von Teichen und dient als Rückzugs-, Rast- und Überwinterungsquartier vieler Vogelarten. Im NSG kommt u. a. noch eine isolierte Population der Europäischen Sumpfschildkröte vor. Am südlichen Rand liegt das Segelfluggelände.

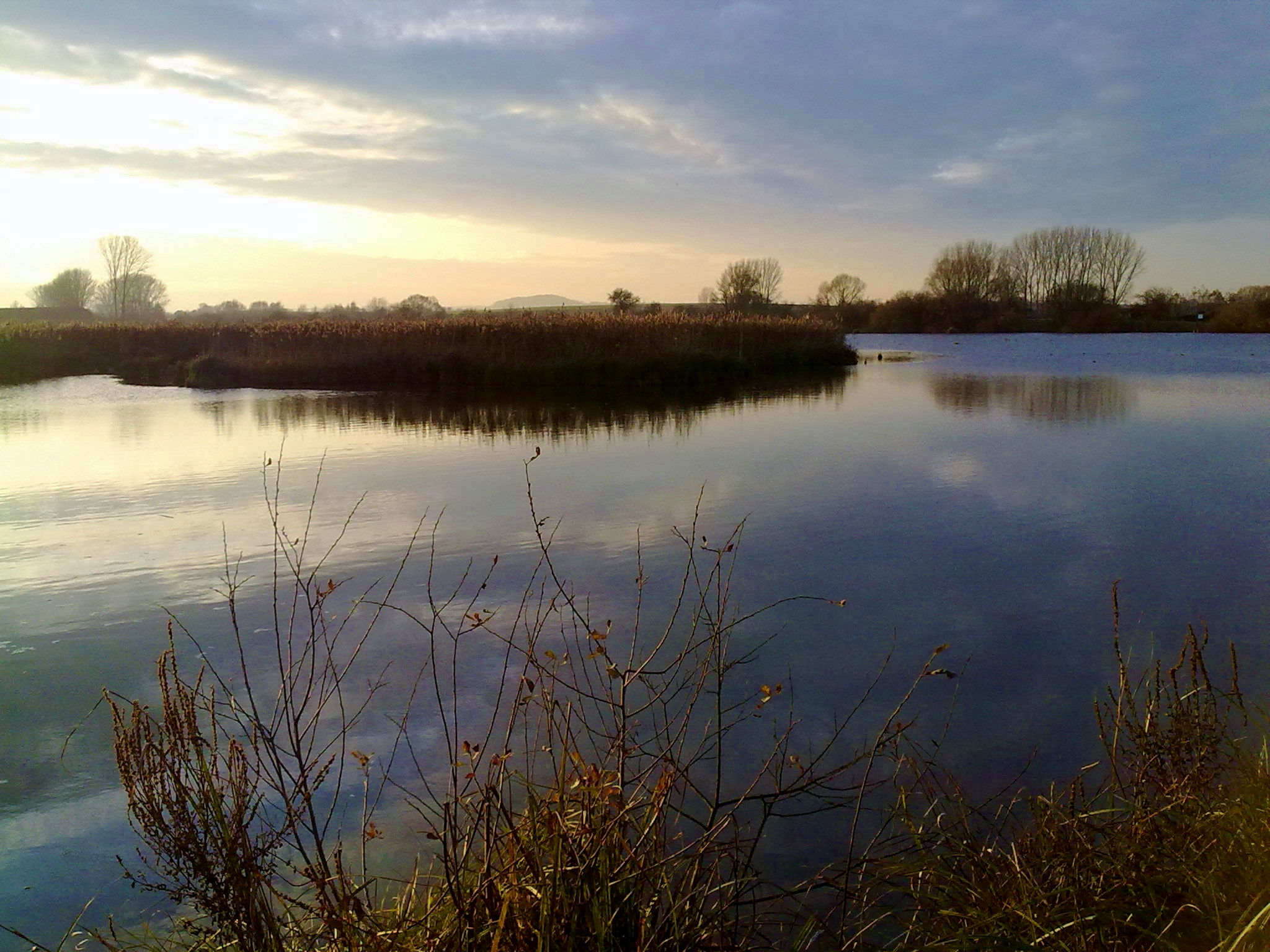
Blick auf die Reinheimer Teiche
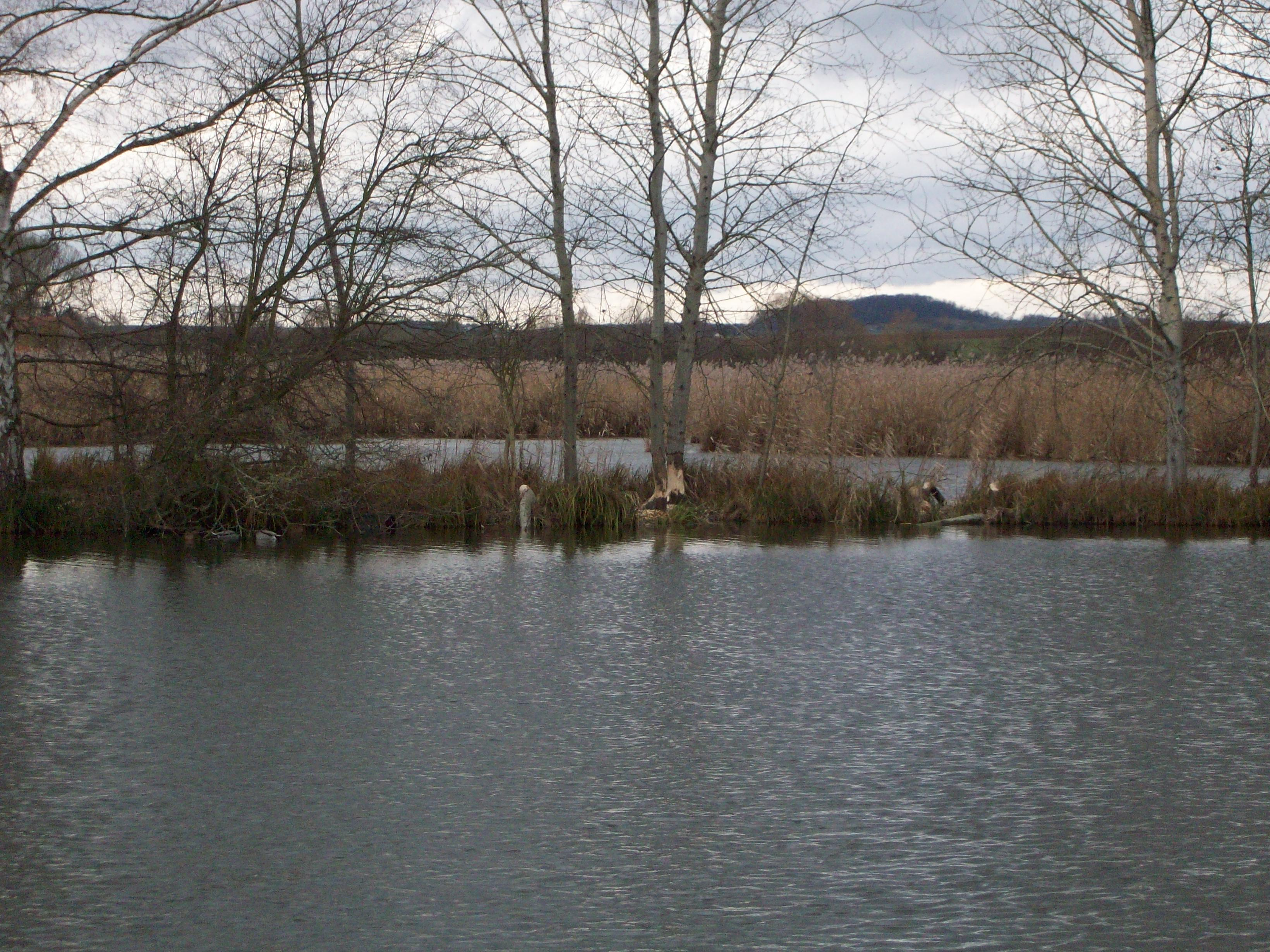
Biberspuren

Das Naturschutzgebiet bildet den zentralen Bestandteil der größeren Natura-2000-Gebiete FFH-Gebiet „Untere Gersprenz“ und EU-Vogelschutzgebiet „Untere Gersprenzaue“.
In der südlichen Gemarkung von Ueberau befindet sich das Naturschutzgebiet Forstberg von Ueberau, eine Vulkankuppe mit artenreichen Magerwiesen und Streuobstbeständen.
Östlich vom Weiler Dilshofen liegt das flächenhafte Naturdenkmal „Lösswand am Fußpfad Bahnhof Georgenhausen–Zeilhard“, ein Halbtrockenrasen mit seltenen Pflanzen (siehe Liste der Naturdenkmale in Reinheim).
Die Waldgebiete in der südwestlichen Gemarkung von Reinheim gehören teilweise zum ausgedehnten Natura2000-Schutzgebiet „Buchenwälder des Vorderen Odenwaldes“ (FFH-Gebiet 6218-302).

### Regelmäßige Veranstaltungen
- Juni: Reinheimer Markt (Straßenfest)

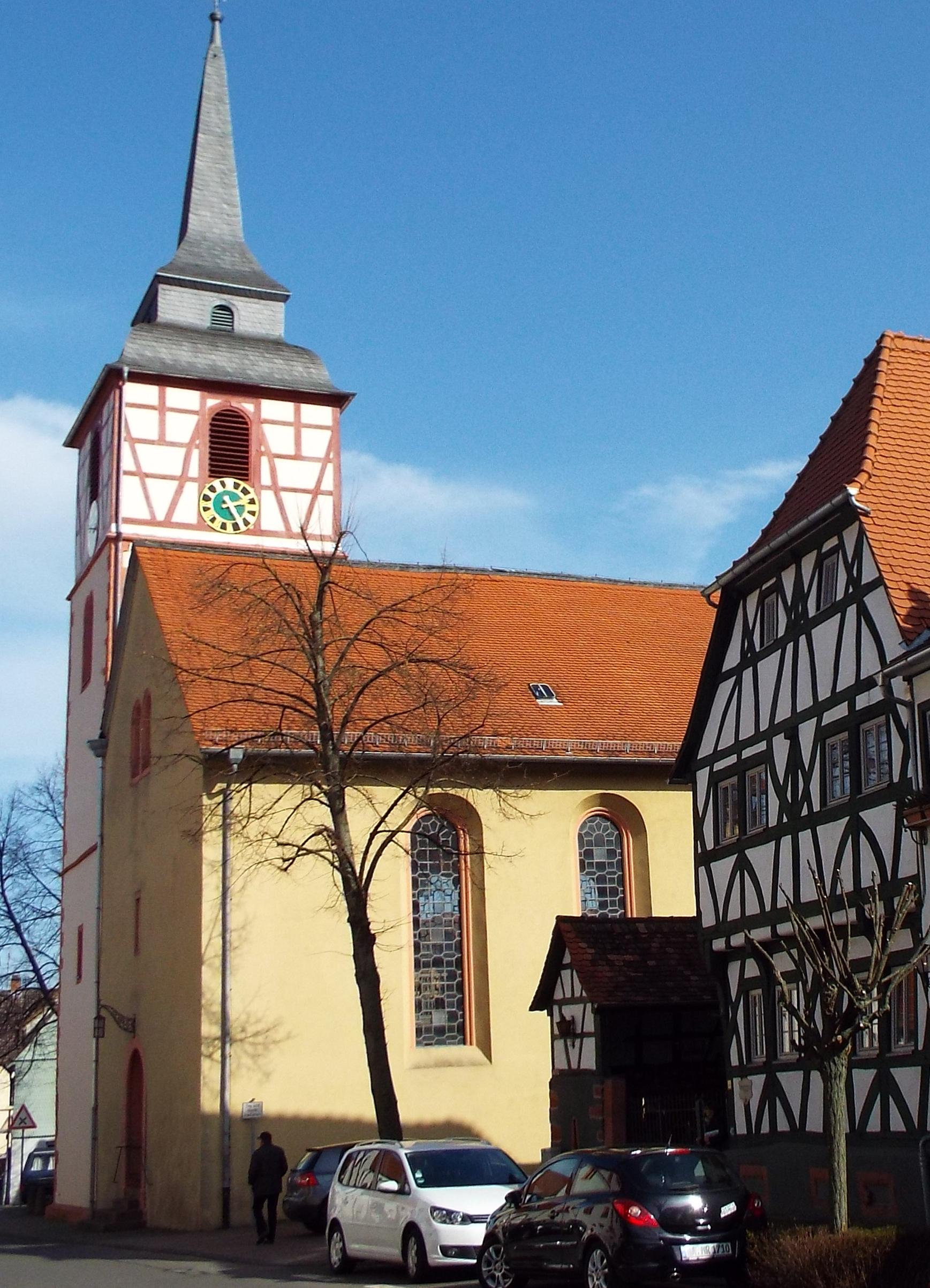
Dreifaltigkeitskirche

- zweites Septemberwochenende: Kerb[72]
- Oktober: Kelterfest[73]

### Gotteshäuser
- Evangelische Dreifaltigkeitskirche zu Reinheim[74]
- Katholische Pfarrkirche Fronleichnam Reinheim[75]
- Friedhofskapelle Reinheim
- Evangelische Georgskirche Georgenhausen-Zeilhard[76]
- Evangelisch-Lutherische Kirche Spachbrücken[77]
- Evangelische Kirche Ueberau[78]
- Neuapostolische Kirche Reinheim und Georgenhausen-Zeilhard[79]
- Alte Synagoge Reinheim[80]

## Wirtschaft und Infrastruktur

### Flächennutzung
Das Gemeindegebiet umfasst eine Gesamtfläche von 2770 Hektar, davon entfallen in ha auf:
| Nutzungsart             | Nutzungsart             | 2011 | 2015 |
| ----------------------- | ----------------------- | ---- | ---- |
| Gebäude- und Freifläche | Gebäude- und Freifläche | 351  | 355  |
| davon                   | Wohnen                  | 254  | 255  |
|                         | Gewerbe                 | 17   | 21   |
| Betriebsfläche          | Betriebsfläche          | 5    | 6    |
| davon                   | Abbauland               | 1    | 0    |
| Erholungsfläche         | Erholungsfläche         | 35   | 37   |
| davon                   | Grünanlage              | 19   | 20   |
| Verkehrsfläche          | Verkehrsfläche          | 230  | 230  |
| Landwirtschaftsfläche   | Landwirtschaftsfläche   | 1965 | 1950 |
| davon                   | Moor                    | 0    | 0    |
|                         | Heide                   | 0    | 0    |
| Waldfläche              | Waldfläche              | 132  | 134  |
| Wasserfläche            | Wasserfläche            | 33   | 39   |
| Sonstige Nutzung        | Sonstige Nutzung        | 20   | 21   |

### Verkehr

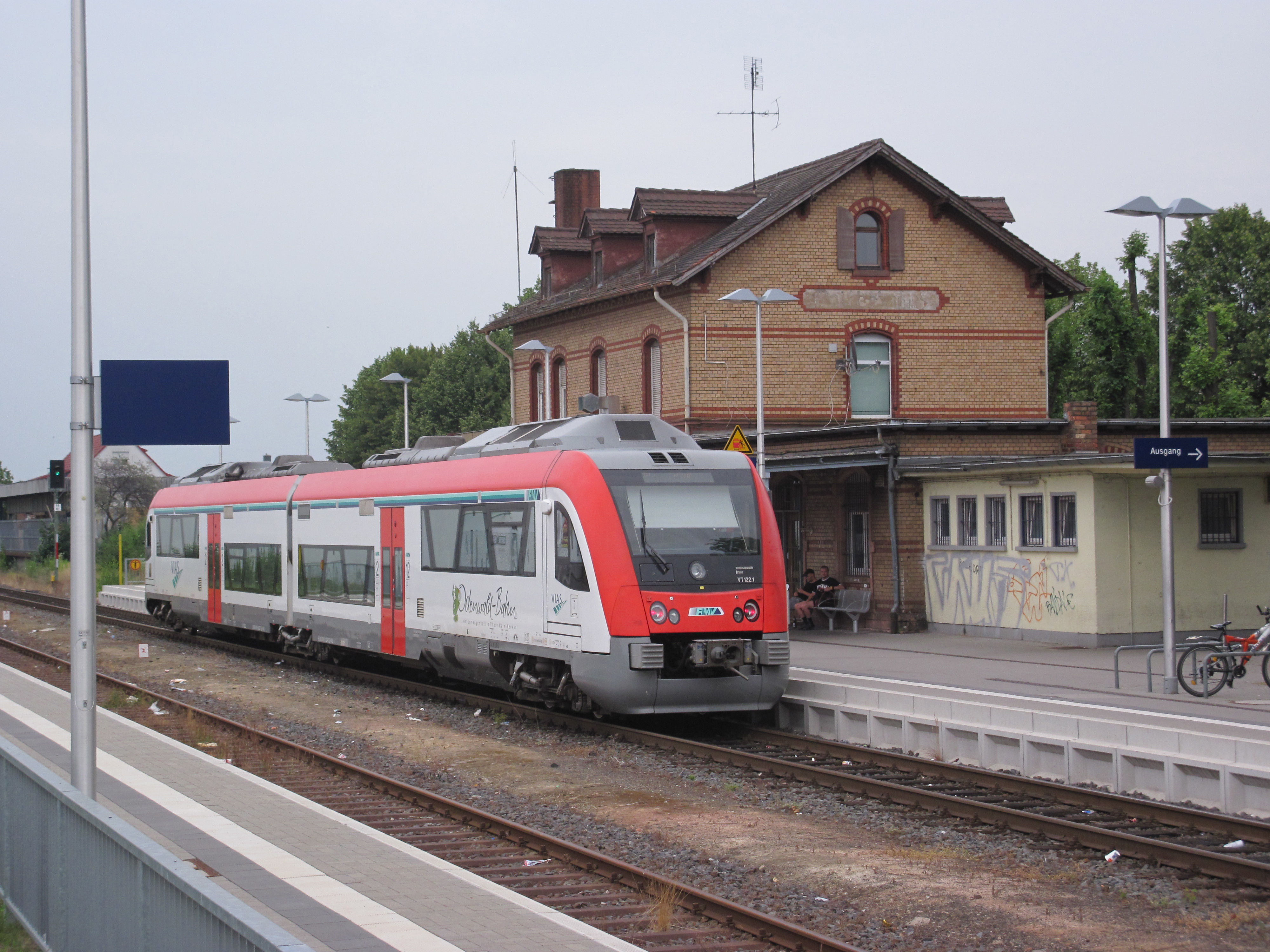
Bahnhof Reinheim mit Odenwaldbahn

Vom Bahnhof Reinheim aus verkehren die Züge der Odenwaldbahn (RMV-Linien 80, 81, 82) nach Darmstadt, Frankfurt sowie Erbach und Eberbach im Ein-bis-zwei-Stunden-Takt mit Verdichtungen in der Hauptverkehrszeit.
Auch hat das Verkehrsunternehmen StadtLandBus seinen Sitz in Reinheim.

### Unternehmen
Neben dem klein- und mittelständischen örtlichen Gewerbe haben drei größere Unternehmen in Reinheim eine Produktionsstätte: das Zweigwerk der Firma Merz Pharma Frankfurt, Hersteller von weltweit bekannten Arzneimitteln (Merz Spezial Dragees, Patentex, Axura) und kosmetischen Produkten (Tetesept) sowie die inzwischen zur Würth-Gruppe gehörende Möbelbeschlagfabrik GRASS (früher: Mepla – Alfit; Karl Lautenschläger KG). Des Weiteren gibt es den Maschinenbauer WEMO Automation GmbH sowie die Roboter-Spezialisten HAHN Robotics GmbH, Rethink Robotics und RobShare, allesamt Tochterunternehmen der HAHN Group, deren Hauptsitz in Rheinböllen liegt. Die weltweit vertriebenen Roboter waren maßgeblich daran beteiligt, dass durch die automatisierte Herstellung von CD-Rohlingen diesen der Durchbruch am Weltmarkt gelang.

### Bildung
- Dr.-Kurt-Schumacher-Schule (Kooperative Gesamtschule mit Förderschule)[83]
- Gersprenzschule (Grundschule)
- Dilsbachschule, Spachbrücken (Grundschule)
- Hirschbachschule, Georgenhausen (Grundschule)
- Grundschule Ueberau

### Sportstätten
Die Stadionanlage besteht u. a. aus einer Wettkampfanlage Typ B mit Rasengroßspielfeld und 400 m-Kunststoffrundbahn.
Die Anlage wurde zum Sportzentrum Reinheim erweitert und verfügt nunmehr auch über einen modernen Kunstrasenplatz, einen Skaterplatz und einen Beachvolleyball-Platz. Im September 2011 kam auch eine Sporthalle hinzu. Der Sportplatz befindet sich neben dem Segelfluggelände Reinheim.

## Persönlichkeiten

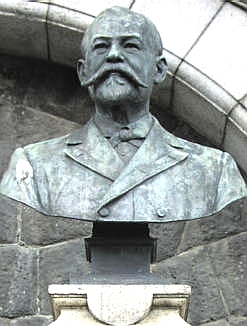
Büste von Julius Scriba an der Universität Tokio

- Ernst Karl Büchner (1786–1861), Arzt, Vater von Georg Büchner
- Karl von Willich gen. von Pöllnitz (1802–1875), Gutsbesitzer und Abgeordneter der 2. Kammer der Landstände des Großherzogtums Hessen
- Wilhelm von Willich gen. von Pöllnitz (1807–1887), Verwaltungsbeamter und Abgeordneter der 1. und 2. Kammer der Landstände des Großherzogtums Hessen
- Julius Scriba (1848–1905), Arzt und Botaniker, in Reinheim geboren
- Julius Scriba (Apotheker) (1866–1937), Apotheker, in Reinheim geboren
- Robert B. Goldmann (1921–2018), Journalist, wuchs in Reinheim auf, Ehrenbürger der Stadt
- Rafet El Roman (* 1968), Popmusiker, lebt in Reinheim
- Holger Loew (* 1978), Radrennfahrer und Juniorenweltmeister, in Reinheim geboren